# Фридрих I бургграф фон Регенсбург
Фридрих I фон Регенсбург (на немски: Friedrich I Burggraf von Regensburg; † ок. 17 юли 1181) от баварската фамилия фон Риденбург (Бабони) е бургграф на Регенсбург (1154), граф на Риденбург (1171) в Долна Бавария.
Той е най-големият син на бургграф Хайнрих III фон Регенсбург († 1174) и първата му съпруга Берта Австрийска (1124 – 1150), дъщеря на маркграф Свети Леополд III от Австрия († 1136) и Агнес фон Вайблинген († 1143), дъщеря на император Хайнрих IV (1050 – 1106) и Берта Савойска (1051 – 1087).
Брат е на Хайнрих IV († 1185), бургграф на Регенсбург (1174), граф на Риденбург (1179) и полубрат на Ото IV фон Регенсбург († сл. 1183), граф на Риденбург, бургграф на Рорбах. Сестра му Аделхайд († сл. 1190) е абатиса на „Обермюнстер“ в Регенсбург.
Фридрих I фон Регенсбург умира неженен и бездетен през 1181 г.